# Nummer 5 gibt nicht auf
Nummer 5 gibt nicht auf (englisch Short Circuit 2 ‚Kurzschluss 2‘) ist eine US-amerikanische Filmkomödie aus dem Jahr 1988. Der Film ist eine Fortsetzung von Nummer 5 lebt! aus dem Jahr 1986. Der Film lief am 15. Dezember 1988 in den deutschen Kinos an.

## Handlung
Nachdem er nach den Ereignissen des ersten Films von Nova Robotics entlassen wurde, gründet Benjamin Jahrvi sein eigenes Unternehmen, die „Titanic Toy Corporation“, die sich auf die Herstellung hochentwickelter Spielzeugroboter spezialisiert, die er von der Ladefläche seines Lastwagens aus von Hand baut. Seit zwei Tagen ist Ben in einer nicht näher bezeichneten US-Metropole und verkauft an den Straßenecken seine Spielzeugroboter. Ein Roboter verlässt seinen Stand und landet im Büro von Sandy Banatoni, einer Hilfseinkäuferin der Spielzeugabteilung von Simpsons. Sandy spürt Ben auf und bestellt 1.000 seiner Spielsachen. Dieses Angebot wird vom Betrüger Fred Ritter belauscht, der sich mit geschickten Mitteln die Transaktion zwischen Ben und Sandy vermittelt, Bens Geschäftspartner wird und später von einem Kredithai die Finanzierung erhält, die Ben braucht.
Ben und Fred ziehen mit einigen neuen Arbeitern in ein verlassenes Lagerhaus, das, ohne dass sie es wissen, als Operationsbasis für Diebe dient, die in einen Banktresor auf der anderen Straßenseite vordringen, um eine Reihe von Juwelen zu stehlen, die als Vanderveer-Sammlung bekannt sind. Die Diebe (Saunders und Jones) greifen Ben und Fred an und zerstören ihre Ausrüstung, was die neuen Arbeiter zur Flucht veranlasst und sie daran hindert, Sandys Auftrag auszuführen. Allerdings haben Bens Freunde Stephanie Speck und Newton Crosby Johnny 5 geschickt, einen Roboter, der nach einem Blitzeinschlag empfindungsfähig wurde und den Ben mitgestaltet hat. Als Saunders und Jones zurückkehren, wehrt Johnny sie ab und richtet dann Selbstverteidigungsmechanismen ein, falls sie erneut versuchen sollten, einzubrechen. Johnny macht sich an die Massenproduktion der Spielzeuge, um Sandys Termin einzuhalten, macht sich aber später auf den Weg, um die Stadt zu erkunden. Er gerät mit vielen Menschen in Konflikt, die ihm gegenüber unhöflich und unfreundlich sind. Er freundet sich mit einem Mann an, Oscar Baldwin, der in der Bank gegenüber von Bens und Freds Lagerhaus arbeitet.
Nachdem Fred erfahren hat, dass Johnny 11 Millionen Dollar wert ist, versucht er, ihn zu verkaufen. Als Johnny dies mitbekommt, flüchtet er in die Stadt, wird von der Polizei festgenommen und in das Lager für gestohlene Waren gebracht, wo er von Ben abgeholt wird. Johnny nutzt seine Roboterfähigkeiten, um Ben dabei zu helfen, Sandy zu umwerben.
Als die Zeit knapp wird, bevor die Vanderveer-Sammlung von der Bank entfernt wird, sperren Saunders und Jones Ben und Fred in den Tiefkühlraum eines chinesischen Restaurants, um diese davon abzuhalten, sich einzumischen. Es stellt sich heraus, dass Oscar der Drahtzieher des Überfalls ist, und er bringt Johnny dazu, den Tunnel, der zum Tresor führt, fertigzustellen. Ben und Fred werden von Sandy gerettet, indem sie polyphone Interpretationen von Liedern, die Ben bei seinem Date mit ihr gelernt hat, als Hinweise auf ihren Aufenthaltsort verwenden. Nachdem er die Vanderveer-Sammlung entdeckt hat, erschließt Johnny Oscars wahre Absichten und wird auf Oscars Befehl hin von Saunders und Jones schwer beschädigt. Als Ben, Fred und Sandy zum Lagerhaus zurückkehren, nimmt die Polizei Ben und Sandy zunächst als Verdächtige des Einbruchs in den Banktresor fest. Fred entgeht der Gefangennahme, findet später den in Mitleidenschaft gezogenen Johnny in einer Gasse und informiert ihn über Bens Verhaftung.
Nach einer notdürftigen Selbstreparatur nimmt Nummer 5 die Verfolgung der Verbrecher auf und stellt sie im Hafengebiet. Während die ankommende Polizei die Gangster verhaftet, liegt der Roboter im Sterben, weil er seinen Energievorrat durch seinen Einsatz völlig erschöpft hat. Mit dem Zusammenbruch seiner Energieversorgung droht sein Speicher (und damit sein Leben) unwiderruflich gelöscht zu werden. Ben verhindert dies im letzten Augenblick mit einem Energiestoß aus einem Defibrillator eines Rettungswagens.
Die Miniaturroboter Bens werden zum Verkaufserfolg. In einer feierlichen Zeremonie werden Ben und der reparierte und frisch vergoldete Nummer 5 als neue Bürger der Vereinigten Staaten vereidigt.

## Entstehung
| Figur                | Darsteller      | Deutscher Sprecher |
| -------------------- | --------------- | ------------------ |
| Nummer 5             | Tim Blaney      | Wolfgang Ziffer    |
| Ben Jahrvi           | Fischer Stevens | Tayfun Bademsoy    |
| Fred Ritter          | Michael McKean  | Ulrich Gressieker  |
| Sandy Banatoni       | Cynthia Gibb    | Simone Brahmann    |
| Oscar Baldwin        | Jack Weston     | Gerd Duwner        |
| Stimme von Stephanie | Ally Sheedy     | Katja Nottke       |

Drehort war Toronto, Kanada. Ally Sheedy, die Hauptdarstellerin des ersten Teils, hat im O-Ton einen Gastauftritt: Johnny 5 liest Ben einen Brief ihrer Figur „Stephanie Speck“ vor und imitiert dabei deren Stimme. Die deutsche Synchronfassung entstand nach einem Dialogbuch und der Dialogregie von Ronald Nitschke im Auftrag der Interopa Film GmbH, Berlin.

## Rezeption
Nummer 5 gibt nicht auf erhielt ein eher schlechtes Presseecho. So erfasst der US-amerikanische Aggregator Rotten Tomatoes mehrheitlich kritische Besprechungen und ordnet den Film dementsprechend als „Gammelig“ ein.
Rita Kempley schrieb in der Washington Post vom 6. Juli 1988, der Film wäre „rührselig“ und „unreif“.

„Neue, weniger komische Abenteuer des vernunft- und gefühlsbegabten Roboters Nummer 5 im Umgang mit einer ihm feindlichen Umwelt. In dieser öden Fortsetzung ist vom Witz und der Ironie des ersten Teils leider nichts übriggeblieben.“

Der Film wurde im Jahr 1990 für den Saturn Award in den Kategorien Bester Science-Fiction-Film und Beste Spezialeffekte nominiert.